# 台中市公車218路
台中市公車218路目前自豐原轉運中心行駛至神岡區公所，主要行駛於豐洲路。

## 歷史
- 2012年7月1日：移撥為臺中市公車，原為公路客運6537。
- 2015年7月15日：由崎腳端延駛至「神岡區公所」，並將路線名稱由「豐原－崎腳」更改為「豐原－神岡區公所」，延駛後途中增停「三條溝」、「貝多芬幼兒園」、「厚生北庄路口」、「北庄」、「庄頭」、「神岡區公所」。
- 2016年10月16日：調整行駛路線至豐原東站，調整後將「和平街」、「豐原」站位裁撤。[2]
- 2017年8月20日：「豐原郵局」更名為「臺灣企銀（豐原郵局）」。
- 2019年9月21日：配合豐原東站轉運中心興建施工，「豐原東站」下車地點調整至「豐原東站臨時下車站」站牌處(豐陽路150號旁)。
- 2019年10月1日：調整部分班次發車時刻。

## 路線基本資料
往神岡區公所20站，往豐原轉運中心23站。
自豐原轉運中心起，經豐原區豐陽路、向陽路、信義街、中正路、三豐路、忠孝街、豐洲路、圓環北路、神岡區五權路、豐洲路、厚生路、中山路、神岡路行駛到神岡區公所。

### 時刻表
- 時刻表僅供參考，請以豐原客運網站公告為準。

| 台中市公車218路平/假日時刻列表 | 台中市公車218路平/假日時刻列表 | 台中市公車218路平/假日時刻列表 | 台中市公車218路平/假日時刻列表 |
| ------------------------------ | ------------------------------ | ------------------------------ | ------------------------------ |
| 豐原轉運中心開時刻             | 豐原轉運中心開備註             | 神岡區公所開時刻               | 神岡區公所開備註               |
| 08:00                          | -                              | 08:25                          | -                              |
| 11:15                          | -                              | 11:45                          | -                              |
| 15:50                          | -                              | 16:20                          | -                              |

### 收費
依里程計費；刷卡10公里免費。

### 停站
- 參見右側路線圖。
- 路線圖更新時間為2019年10月10日。